# Josip Begović
Josip Begović (Virovitica, 1908. – Beograd, 12. svibnja 1934.) bio je hrvatski student, član UHRO-a koji je osuđen zbog pokušaja atentata na Aleksandra Karađorđevića.

## Životopis
Rođen je u Virovitici 1908. godine. Njegov otac Josip (Jozo) bio je čelni čovjek projugoslavenske Demokratske stranke Svetozara Pribićevića u Virovitici. Nakon toga je pristupio srpskoj Narodnoj radikalnoj stranci Nikole Pašića.
Josip se u Zagreb preselio krajem 1926. te se politički distancirao od svojega oca. U omladinskim društvima „Kvaternik" i „Hrvatska mladica" sprijateljio se s Mladenom Lorkovićem.
Dana 11. prosinca 1933. u Zagreb je stigao Petar Oreb Mijat koji je trebao izvršiti atentat na Aleksandra Karađorđevića. Tu mu je kontakt osoba bio Begović. Dana 16. prosinca odlaze na Jelačićev trg; Begović je nosio skijaško odijelo i skije u zraku koje su Petru služile kao orijentir. Prilikom prolaska Karađorđevića, Oreb odustaje od namjere uvidjevši da bi uz Karađorđevića nastradalo i više nedužnih osoba.
Atentatori su odlučili kako će idućeg dana pokušati ponovno, ali je policija u međuvremenu upala u stan te uhitila Begovića.
Državni sud za zaštitu države donio je presudu 28. ožujka 1934. godine. Odlučena je smrtna kazna vješanjem. Izvršenje je određeno za 12. svibnja 1934. godine. Oko 4:00 sata obješen je u dvorištu stare Uprave grada Beograda.

### Knjige
- Horvat, Rudolf. 1942. Hrvatska na mučilištu. Hrvatski Rodoljub. Zagreb.

### Članci
- Barčot, Tonko. 2006. Nesuđeni atentator na kralja Aleksandra: Petar Oreb Mijat i njegov put do vješala. Časopis za suvremenu povijest. Hrvatski institut za povijest. Zagreb. 38 (3): 863–896

### Mrežna mjesta
- Miškulin, Ivica. Dok su mladog Begovića Hrvata vješali, otac Jugoslaven ga je proklinjao. Večernji list. Pristupljeno 23. srpnja 2025.